# Anna Pavlovna Pavlova
Anna Pavlovna Pavlova (tiếng Nga: А́нна Па́вловна Па́влова) (12 tháng 2 năm 1881 [lịch cũ 31 tháng 1) - 23 tháng 1 năm 1931) là nữ diễn viên ballet Nga nổi tiếng vào cuối thế kỷ 19 và đầu thế kỷ 20. Pavlova được biết đến rộng rãi như một huyền thoại, đặc biệt qua tác phẩm Cái chết của con thiên nga, và cũng bởi chính bà là nữ nghệ sĩ ballet đầu tiên đi vòng quanh thế giới và đem ballet đến cho những người chưa bao giờ được thưởng thức. Dù có nhiều khuyết điểm về thể hình, nhưng bà lại có được niềm đam mê mạnh mẽ, sự cống hiến tuyệt đối vì nghệ thuật và sức mạnh để chuyển những cảm xúc thông qua những bước nhảy của mình. Cùng với Nijinsky, tên của bà cũng là sự đồng nghĩa với nghệ thuật ballet.

## Cuộc đời

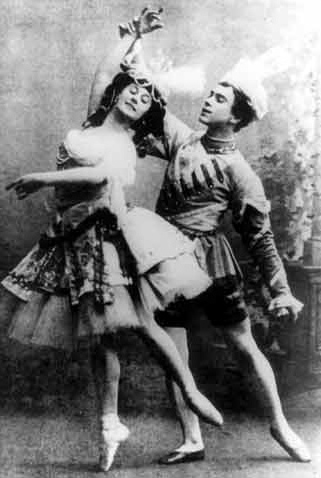
Anna Pavlova & Vaslav Nijinsky trong Le Pavillon d’Armide, 1909

Pavlova được sinh non hai tháng vào ngày 12 tháng 2 năm 1881 tại Ligovo, một vùng ngoại ô của St. Petersburg, khi đó là thủ đô của Đế chế Nga. Mẹ bà là một thợ giặt nghèo khổ tên là Lyubov Pavlova. Danh tính của cha bà vẫn còn là một điều gây tranh cãi; bà sau này đã từng khẳng định cha mình (có thể là một người gốc Do Thái), đã mất khi bà lên 8 tuổi. Tờ báo The St. Petersburg Gazette trong bài báo năm 1913 đã quả quyết rằng cha bà là một chủ ngân hàng tên Poliakov, và người chồng thứ hai của mẹ bà, Matvey Pavlov, đã nhận nuôi khi bà lên 3 tuổi, đó là lý do vì sao Pavlova là họ của bà.
Niềm đam mê của Pavlova với nghệ thuật ballet được khơi dậy khi mẹ đưa bà đến xem buổi biểu diễn đầu tiên vở ballet của Marius Petipa mang tên Người đẹp ngủ trong rừng ở Nhà hát Hoàng gia Mariinsky. Những hình ảnh của vở diễn đã gây ấn tượng sâu sắc với Pavlova, và năm 8 tuổi, cô bé đã được mẹ cho đi thi thử vào Trường Ballet Hoàng gia danh tiếng. Pavlova đã bị từ chối bởi tuổi quá nhỏ và vì vóc dáng nhỏ bé, yếu đuối của cô bé. Hai năm sau, lên 10 tuổi, bà đã được chấp nhận vào trường. Bà tham gia biểu diễn lần đầu tiên trong vai một thần ái tình ở vở Câu chuyện thần tiên (Un conte de fées) của Petipa do ông dàn dựng đặc biệt cho các sinh viên ở trường.
Những năm đầu tiên của Pavlova ở trường Ballet Hoàng gia rất khó khăn. Kĩ thuật ballet thật không dễ dàng với Pavlova trẻ tuổi. Bàn chân rất cong, cổ chân mỏng và đôi chân dài của bà tương phản với thể hình nhỏ nhắn, đầy đặn của các ballerina (nữ diễn viên múa) đang rất được ưa thích thời đó. Những sinh viên đồng lứa thường chế nhạo bà với những biệt danh như cái chổi hay con bé hoang dã (La petite sauvage). Không nản chí, bà đã luyện tập không ngừng để nâng cao kĩ thuật múa. Bà đã được nhận rất nhiều bài dạy từ những chuyên gia ballet lớn của thời đó - như Christian Johansson, Pavel Gerdt và Nikolai Legat - và bà đã luyện múa vào tất cả các ngày trong tuần. Năm 1888, Anna được nhận vào lớp classe de perfection (đệ nhất đẳng) của Ekaterina Vazem, cựu prima ballerina của Nhà hát Hoàng gia St. Petersburg.

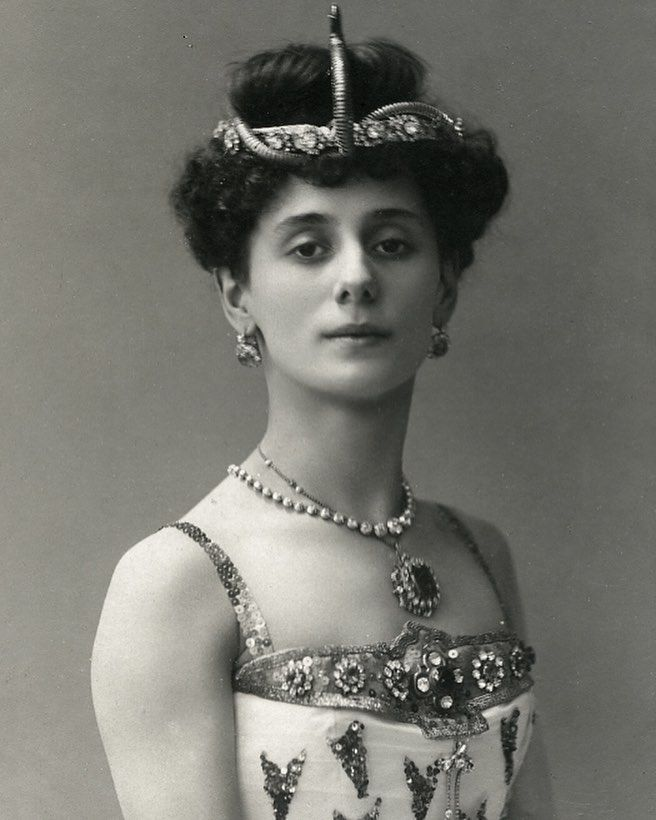
Bưu thiếp chân dung của Anna Pavlova trong vai công chúa Aspicia ở vở ballet của Petipa/Pugni Con gái của Pharaoh, St. Petersburg, 1910

Trong những năm cuối ở trường Ballet Hoàng gia, bà đã biểu diễn nhiều vai diễn đơn cũng như những vai nhỏ trong nhiều vở ballet lớn thời đó. Bà tốt nghiệp năm 1899 ở tuổi 18, và đã được nhận vào Nhà hát Ballet Hoàng gia với cương vị một coryphée, cao hơn chức danh dành cho người khởi đầu corps de ballet. Vai diễn đầu tiên của coryphée Pavlova ở nhà hát Hoàng gia là ở trong vở Les Dryades prétendues của Pavel Gerdt với âm nhạc được lấy từ phần nhạc của Cesare Pugni viết cho vở ballet trữ tình Éoline, ou La Dryade. Màn biểu diễn của bà đã nhận được những lời khen từ những nhà phê bình, đặc biệt sử gia và nhà phê bình lớn Nikolai Bezobrazov đã dành cho người vũ nữ trẻ tuổi những lời như: "...những bước nhảy tự nhiên, dáng arabesque mỏng manh và sự nữ tính đầy yếu đuối.".
Ở thời kỳ của trường phái kinh viện đầy khắt khe của Petipa, công chúng đầu tiên tỏ thái độ đè dặt trước phong cách độc nhất vô nhị của Anna Pavlova, một sự kết hợp lạ kỳ của một tài năng khiêu vũ khác thường hầu như bỏ qua những quy luật hàn lâm: bà thường xuyên biểu diễn với đầu gối cong, những cú xoay không tốt, những bước đi và port de bras sai chỗ. Phong cách như vây nhiều khi lại khiến người ta nhớ đến thời kỳ của ballet lãng mạn và những ballerina vĩ đại của quá khứ.
Pavlova đã biểu diễn những biến tấu cổ điển, pas de deux và pas de trois khác nhau trong những vở La Camargo, Le Roi Candaule, Marcobomba và Người đẹp ngủ trong rừng. Sự nhiệt tình thường khiến Anna chệch hướng, một lần khi biểu diễn vở La Fille du Pharaon (Con gái của Pharaoh) bên dòng sông Thames, một cú xoay double pique quá mạnh đã khiến bà bị mất thăng bằng, và cuối cùng lại tiếp đất ở chỗ ngồi của người nhắc vở. Đôi cổ chân yếu đuối đã đặc biệt gây cho bà khó khăn khi đóng vai nàng tiên Candide trong Người đẹp ngủ trong rừng, dẫn đến việc bà thay đổi bước nhảy en pointe (đứng bằng ngón chân) và điều này lại gây ngạc nhiên cho ông thầy Petipa. Tuy nhiên, bà đã từng cố gắng bắt chước những nghệ sĩ ballet bậc thầy thời đó, đặc biệt là prima ballerina assoluta Pierina Legnani của Nhà hát Hoàng gia. Một lần trong lớp bà cố gắng thực hiện động tác xoay fouettés giống như Legnani, và đã khiến thầy giáo Pavel Gerdt nhảy bổ lên giận dữ. Ông kêu lên: "Hãy để màn nhào lộn cho người khác... Điều đó sẽ tốt hơn là khiến tôi phải chịu đựng việc thấy sự đè năng của những bước nhảy lên cơ bắp mỏng manh và đôi chân cong của cô. Cô phải nhận ra rằng chính sự thanh nhã mảnh dẻ là thứ quý nhất mà cô có. Cô phải luôn luôn mang nét đặc biệt hiếm có của cô ra để nhảy chứ không phải cố gắng nhận sự tán dương bằng mấy trò nhào lộn vặt vãnh kia."

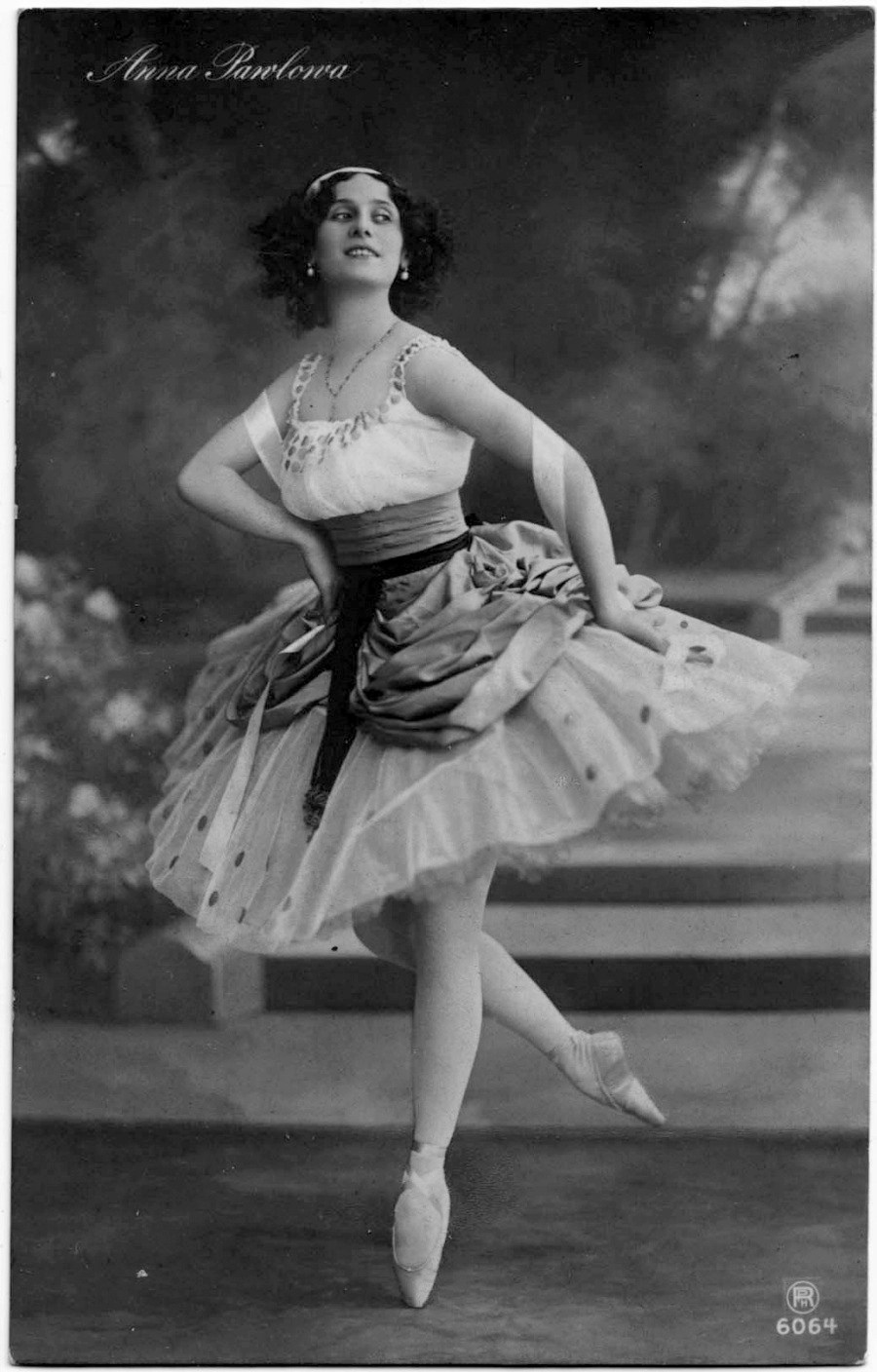
Anna Pavlova vai Lise trong Pas de ruban từ Petipa/Ivanov/Hertel La Fille Mal Gardée. St. Petersburg, 1912

Thứ bậc của Anna tăng rất nhanh, và bà là một trong những niềm yêu thích của biên đạo múa bậc thầy Petipa. Bà trở thành soloist thứ hai vào năm 1902, Première Danseuse vào năm 1905 và cuối cùng là Prima Ballerina vào năm 1906, sau màn trình diễn lừng danh trong Giselle, khi mà bà đã thay đổi những bước nhảy của ballerina cho phù hợp với bà năm 1903 (mà chúng vẫn còn được biểu diễn trong vở này ở nhà hát Mariinsky cho đến tận ngày nay). Pavlova đã làm mới nhiều grand pas (bước nhảy lớn) cho ballerina, cũng như thêm vào những biến tấu (một trong số chúng là màn biến tấu nổi tiếng dành cho vai nữ chính đơn trong Paquita Grand pas classique của Petipa với âm nhạc của Riccardo Drigo, được biểu diễn lần đầu năm 1904). Bà đã nhận được rất nhiều sự tán dương từ những người mê ballet ở St. Petersburg. Đông đảo những người hâm mộ của bà tự gọi họ là Pavlovatzi.
Bởi prima ballerina assoluta (tước vị cao nhất của một ballerina) của Nhà hát Hoàng gia Mathilde Kschessinskaya có mang vào năm 1901, nên bà đã phải dạy Pavlova đóng vai Nikya trong La Bayadère. Kschessinskaya, dù không muốn tỏ ra kiêu ngạo, nhưng vẫn chắc chắn rằng Pavlova sẽ thất bại thảm hại, khi bà nhận thấy Pavlova có cổ chân và đôi chân nhỏ bé. Rốt cuộc, thay vì thế thì những khán giả lại bị hấp dẫn bởi dáng mỏng manh, thanh tao của Pavlova, bà đã thể hiện vai diễn một cách hoàn hảo, đặc biệt trong cảnh Vương quốc bóng tối.

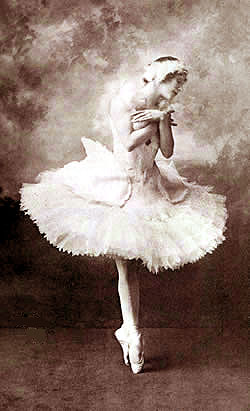
Anna Pavlova trong Cái chết của con thiên nga

Bởi đôi chân của Anna không linh động, cho nên bà đã gia cố đôi giày nhảy bằng cách thêm vào một miếng gỗ cứng vào đế giày để nâng đỡ và tăng độ cong cho lòng giày. Ở thời điểm đó, việc này được coi như một "trò gian lận", bởi những ballerina đã được dạy là chính họ, chứ không phải đôi giày, mới cần phải giữ được trọng lượng cơ thể trên ngón chân. Ở trường hợp của Pavlova thì điều đó rất khó, với hình dạng đôi chân của bà và để có thể giữ thăng bằng trọng lượng trên ngón chân nhỏ của bà. Phương pháp của Pavlova qua thời gian đã trở thành cơ sở của những đôi giày nhảy hiện đại, khiến cho công việc đứng bằng ngón chân trở nên đỡ đau đớn và dễ dàng hơn với những bàn chân cong. Theo tiểu sử của Margot Fonteyn, kể rằng Pavlova không thích phát minh của mình bị nhìn thấy trong ảnh, cho nên bà thường xóa bỏ nó đi và bắt những người chụp ảnh phải sửa lại như thể là bà xuất hiện với một đôi giày nhảy bình thường.
Trong những năm đầu tiên ở đoànBallets Russes, bà làm việc với Serge Diaghilev. Đầu tiên bà được giao vai chính trong vở Con chim lửa của Mikhail Fokine, những sau đó đã từ chối, bởi bà không thể làm quen được với tổng phổ đầy mới lạ của Stravinsky, và vai diễn được giao cho Tamara Karsavina. Cả cuộc đời mình, Pavlova thường chỉ thích những "musique dansante" du dương của những nhà soạn nhạc lão làng như Cesare Pugni và Ludwig Minkus, và thường ít để tâm đến những gì khác mà lạc ra khỏi phong cách âm nhạc ballet của thế kỷ 19.
Vào năm 1907, khi đã trở thành một ngôi sao, Pavlova bắt đầu đi lưu diễn vòng quanh Châu Âu tới Riga, Stockholm, Copenhagen, Berlin và Praha. Năm 1909, bà lại thực hiện một tour diễn lịch sử của Ballets Russes tới Paris. Những chuyến đi đã khơi lên lòng ham muốn tự do của Pavlova, bà muốn tự mình định đoạt số phận của mình. Năm 1913, bà rời khỏi Ballet Hoàng gia và trở thành một ca sĩ độc lập. Bà đã sáng lập công ty riêng của mình và đi biểu diễn trên khắp thế giới, với những tiết mục chủ yếu từ những tác phẩm rút gọn của Nhà hát Hoàng gia, được biên đạo một cách đặc biệt cho riêng bà. Nhà soạn ballet Cyril Johnson đã miêu tả "Những bước bourrée của cô ấy giống như một chuỗi trân châu.". Những chuyến lưu diễn này do chồng bà, Victor Dandré, quản lý. Trong suốt 15 năm cuối đời, bà đã đi như một người bộ hành với tổng cộng chiều dài hơn 350.000 dặm, một khoảng cách rất dài trước khi con người đi lại bằng máy bay. Hầu hết thời gian này, bà sống ở trong xe lửa và khách sạn. Với những cộng sự như Laurent Novikov, Pierre Vladimirov và công ty của mình, bà đã đem ballet đi giới thiệu khắp mọi nơi và thu hút một lượng lớn công chúng đến với nghệ thuật ballet. Ở những vùng đất mới, bà lại học được những điệu múa dân tộc, từ Ba Lan, México cho tới Ấn Độ và Nhật Bản. Những khán giả đã xem bà trình diễn đều ghi nhớ về dáng vẻ yêu kiều, những bước nhảy đầy chất thơ và ma lực lôi cuốn. Sir Frederick Ashton, biên đạo múa và đạo diễn của Nhà hát Hoàng gia Anh, đã trở thành một vũ công bởi ông bị tác động sâu sắc từ những màn trình diễn mà ông được xem khi còn là một đứa trẻ ở Lima, Peru.
Tác phẩm ngắn nổi tiếng nhất của bà chính là Cái chết của con thiên nga, được biên đạo bởi Michel Fokine vào năm 1905, dựa trên tác phẩm Thiên Nga trích từ Le Carnaval des Animaux (Vũ hội giả trang các con thú) của Camille Saint-Saëns.

## Cái chết
Trích tự sự của Anna Pavlova
Khi lưu diễn tới La Hay, Hà Lan, chuyến tàu của bà đã gặp trục trặc và bị trật bánh nhẹ. Chỉ với một bộ pajama và một khăn quàng nhẹ, bà đã đi ra ngoài dọc suốt con tàu để xem điều gì đã xảy ra. Ba tuần sau bà mất vì bệnh viêm phổi, và cũng chỉ ba tuần nữa là sinh nhật thứ 50 của Pavlova. Bác sĩ có thể phẫu thuật cứu sống bà, nhưng điều đó sẽ khiến tổn thương đến xương sườn và khiến bà không thể biểu diễn. Bà đã nói: "Nếu tôi không thể múa thì tôi thà chết" và bảo chuẩn bị cho bà bộ trang phục thiên nga. Bà đã nói những lời cuối cùng khi cầm bộ trang phục: "Hãy chơi những nhịp điệu cuối cùng này thật nhẹ nhàng". Bà mất vào 23 tháng 1 năm 1931 tại khách sạn Des Indes ở La Hay.
Theo truyền thống ballet cũ, vào ngày mà đáng lẽ sẽ có buổi biểu diễn tiếp theo của bà, một đêm diễn vẫn được lên lịch, với chỉ một ánh đèn duy nhất chiếu vòng quanh sân khấu trống vắng như thể Anna Pavlova đang ở đó. Buổi lễ tưởng niệm đã được tổ chức ở Nhà thờ Chính thống Nga của London. Pavlova đã được hỏa táng, tro cốt của bà được đặt tại một phòng ở Golders Green Crematorium, trong chiếc bình bên cạnh đôi giày ballet của Anna. Năm 2001, người ta đã cố gắng di chuyển những gì còn lại của bà tới Nghĩa trang Novodevichy ở Moskva theo di nguyện của bà nhưng sau đó việc này đã gây nên nhiều tranh cãi.
Sau khi bà mất 6 năm, tên của bà đã được đặt cho Pavlova, một món tráng miệng bằng trứng và kem bắt nguồn từ Úc, xốp và nhẹ "như Pavlova vậy".